# Марія Вучкович
Марія Вучкович (хорв. Marija Vučković; нар. 3 липня 1974, Мостар) — хорватський політик, економіст, діячка самоврядування, державний секретар Міністерства сільського господарства у 2016—2019 рр., міністр сільського господарства у першому та другому уряді Андрея Пленковича, міністр охорони довкілля та зеленого переходу в третьому уряді Андрея Пленковича.

## Життєпис
1997 р. здобула вищу освіту за напрямом «економіка та фінанси» в Загребському університеті, а в 2002 р. в цьому самому університеті отримала ступінь магістра з макроекономіки. Короткий час працювала вчителькою економічних предметів середньої школи у місті Плоче. З 1998 року працювала на підприємстві «Luci Ploče d.d.» (з 2000 р. — «Luci Ploče Trgovina d.o.o.»). У 2002—2004 рр. і в 2005—2009 рр. завідувала відділом торгівлі і фінансів. Між цими проміжками часу обіймала посаду радника в Міністерстві закордонних та європейських справ..
Вступивши 2006 року в ХДС, вона в 2009–2017 рр. була головою жіночої спілки ХДС Дубровницько-Неретванської жупанії, а в 2018 році стала головою міського комітету ХДС у Плоче. З 2009 по 2016 р. була заступницею жупана Дубровницько-Неретванської жупанії..
2016 року перейшла на урядову роботу, ставши помічником міністра Міністерства регіонального розвитку та фондів ЄС. Того ж року переведена на посаду державного секретаря у Міністерство сільського господарства. У липні 2019 року в ході реорганізації кабінету міністрів очолила міністерство сільського господарства в уряді Андрея Пленковича.